# Guy-Paul Noujaim
Guy-Paul Noujaim (ur. 7 lipca 1935 w Kfartaj) – libański duchowny maronicki, w latach 1990 - 2012 biskup pomocniczy Dżubby, Sarby i Dżuniji. 16 czerwca 2012 przeszedł na emeryturę.